# Przylaska
Przylaska – zalesiony szczyt górski w Pogórzu Środkowobeskidzkim, w północnej części Pogórza Jasielskiego o wysokości 387 m n.p.m. Od strony południowej znajduje się "okienko" w drzewostanie na łuku leśnej ścieżki, z którego roztacza się efektowna panorama.
Dla tych którzy chcą obcować z przyrodą, zbierać zioła i podziwiać okolice to wspaniałe miejsce widokowe. Przy dobrej przejrzystości powietrza gołym okiem widzimy panoramę południowo-wschodniej strony powiatu krośnieńskiego, dostrzec można zabudowy sąsiednich wsi oraz szczyt góry Cergowej. Przy doskonałych warunkach zobaczyć można wierzchołki szczytów Tatr Wysokich.

## Turystyka
Na szczycie występują m.in. sarny, wiele gatunków ptaków z rozpiętością skrzydeł dochodzącą do 120 cm,  skowronki oraz lisy i gromady kuropatw, czy bażantów zwyczajnych, które można spotkać, idąc ścieżkami górskimi.
Przez szczyt Góry Przylaska przebiega cykliczny rajd szlakiem oddziału AK OP-11, 2 maja w Dzień Flagi startujący z miejscowości Zręcin, organizowany przez Grupę Rekonstrukcyjną AK OP-11 ze Zręcina.

## Miejsca historyczne
Po drodze na szczyt, można zobaczyć Krzyż Partyzancki oraz ciekawe tablice historyczne, mówiące o mieszkańcach okolicznych miejscowości, którzy w latach 1943-1944 walczyli jako żołnierze Armii Krajowej Oddziału Partyzanckiego. Najpierw w Inspektoracie AK Jasło, później w samodzielnym oddziale partyzanckim o kryptonimie OP-11 pod dowództwem por. Józefa Czuchry ps. Orski. Był to dowódca jednych z pierwszych oddziałów partyzanckich Armii Krajowej na Podkarpaciu. Żołnierz Narodowej Organizacji Wojskowej. Po wojnie intensywnie poszukiwało go NKWD i UB. Zginął zastrzelony podczas próby ucieczki z siedziby UB w Rzeszowie 31 marca 1945 r. Oddział partyzancki OP-11 działał na terenie powiatów jasielskiego, sanockiego i krośnieńskiego.
Dzisiaj w Zręcinie, przy ulicy Przylaski znajduje się krzyż partyzancki upamiętniający miejsce czasowego stacjonowania partyzantów. To tutaj podczas okupacji niemieckiej, siły zbrojnego podziemia polskiego, wielokrotnie przebywały, odpoczywały i stąd wyruszały na akcje.

## Jak dojechać?
Dojazd od Krosna ulicami Łukasiewicza, Kościelną i Przylaski. Po prawej stronie. Punkt charakterystyczny - zręcińska wieża komunikacyjna. Do wieży można dojechać samochodem dalej piechotą wg uznania. Jadąc na górę Przylaską wcześniej po prawej stronie znajduje się góra Śliwińska tzw. Wierzchowina, jest nieco mniejsza, lecz widok i otoczenie jest prawie to samo.